# Hoxne-skatten
Hoxne-skatten er det største fund af guld- og sølvgenstande fra den sene romerperiode i Storbritannien og den største mængde guld- og sølvmønter fra det 4. og 5. århundrede, der er fundet inden for Romerrigets grænser. Skatten blev fundet 16. november 1992 i landsbyen Hoxne i Suffolk af en mand, der med en metaldetektor ledte efter en hammer. Fundet består af 14.865 mønter af guld, sølv og bronze fra sidst i det 4. og først i det 5. århundrede samt omkring 200 genstande som bordservice og guldsmykker. Genstandene er nu i British Museum i London, hvor en del af skatten indgår i den permanente udstilling. I 1993 blev skatten vurderet til omkring £1,75 millioner (i nutidsværdi omkring 23,7 millioner kr.).
Fundet lå i en egekasse eller lille kiste fordelt i små æsker eller pakket i klæde, sorteret efter type. Ved udgravningen fandt man rester af kisten samt af hængsler og lukkemekanismer etc. Mønterne viser, at skatten ikke er fra før år 407. Det er i den periode, hvor den romerske besættelse af Britannien er ved at ophøre. Ejerne af skatten og årsagen til, at den er begravet, kendes ikke, men den omhyggelige nedpakning og de fundne genstande kunne tyde på, at de har tilhørt en enkelt, velhavende familie. Fraværet af større sølvgenstande og bestemte smykketyper kan tyde på, at skatten ikke udgjorde hele ejerens rigdom. 
Hoxne-skatten omfatter sjældne og vigtige genstande, heriblandt en brystkæde af guld og peberbøsser af sølv. Hoxne-skatten er også betydningsfuld, fordi den blev udgravet alene af professionelle arkæologer, så intet blev skadet og alt blev fundet.
52°20′33″N 1°11′15″Ø / 52.3425°N 1.1875°Ø